# 三穂田町駒屋
三穂田町駒屋（みほたまち こまや）は、福島県郡山市の大字および町丁である。郵便番号は963-0128。

## 地理
郡山市南西部の行政区である三穂田町に属する。北で大槻町、東で三穂田町川田、南で三穂田町野田、南西で三穂田町鍋山、西で三穂田町富岡、三穂田町八幡、三穂田町大谷とそれぞれ隣接する。概ね市町村制施行以前の安積郡駒屋村の流れを汲む地域である。一級水系阿武隈川水系笹原川中流域の平地を主な範囲とする。全域にわたり水田が広がり、中央部の福島県道47号郡山長沼線と福島県道55号郡山矢吹線との十字路の周辺に中心集落が位置する。そのほとんどが「字」のつく大字であるが、中央部に「字」のつかない二丁目のみが設置されている。三穂田町富岡に所在する郡山警察署三穂田駐在所、および大槻町に所在する郡山消防署大槻基幹分署がそれぞれ管轄にあたる。

### 主な字
字
- 入道淵
- 戸ノ内
- 西畑
- 諏訪前
- 柳田
- 四斗蒔

- 二斗蒔
- 欠下
- 石橋
- 舘ノ後
- 杉内後
- 佐武坦

- 上池下
- 阿弥陀
- 柏坊
- 南覚前
- 上佐武坦
- 谷地ノ台

- 東谷地ノ台
- 地形
- 上北ノ内
- 四十坦原
- 下南原
- 北原

字のつかない地区
- 二丁目

### 河川・湖沼
一級水系阿武隈川水系
- 笹原川
  - 多田野川（最下流部合流点付近のみ）

## 歴史
- 1879年1月27日 - 旧二本松藩領駒屋村が福島県内における郡区町村制の施行により安積郡の村となる。
- 1889年4月1日 - 町村制の施行により周辺4村との合併により安積郡穂積村が発足する。旧駒屋村域は穂積村の大字となる。
- 1955年3月10日 - 三和村、安積町大字川田との合併により三穂田村が発足し、三穂田村の大字となる。
- 1965年5月1日 - 三穂田村が郡山市、安積郡全町村および田村郡田村町と合併し新たな郡山市が設立され、郡山市の大字となる。

## 世帯数と人口
2024年1月1日現在の世帯数と人口は以下の通りである。
| 大字         | 世帯数  | 人口  |
| ------------ | ------- | ----- |
| 三穂田町駒屋 | 162世帯 | 423人 |

## 小・中学校の学区
市立小・中学校に通う場合、学区は以下の通りとなる。
| 番地           | 小学校                 | 中学校               |
| -------------- | ---------------------- | -------------------- |
| 下記を除く全域 | 郡山市立穂積小学校     | 郡山市立三穂田中学校 |
| 下南原         | 郡山市立安積第二小学校 | 郡山市立三穂田中学校 |

## 交通

### 道路
- 福島県道47号郡山長沼線
- 福島県道55号郡山矢吹線
- 二級市道118号川田鍋山線
- 二級市道120号駒屋胡桃沢線

## 施設等
- 駒屋集会所
- 福島さくら農業協同組合 三穂田営農経済センター
- 三穂田歯科医院
- 郡山三穂田温泉
- 八幡神社